# Цемпин
Цемпин (нем. Zempin) — община в Германии, в земле Мекленбург-Передняя Померания, входит в район Передняя Померания-Грайфсвальд и подчиняется управлению Узедом-Зюд.
Население составляет 957 человек (на 31 декабря 2013 года). Занимает площадь 3,12 км².
Является курортом на острове Узедом на побережье Балтийского моря.

## История
Первое упоминание о поселении относится к 1571 году.
В 1911 году через Цемпин была проложена железная дорога.
В 1956 году были обустроены первые места для отдыхающих, а в 1996 году Цемпин официально признан курортом.
С 1994 года Цемпин входила в район Восточная Передняя Померания, а в 2011 году, после проведённых реформ, перешла в новый район Передняя Померания-Грайфсвальд.

## Галерея
- Цемпин на карте района
- Музей Цемпина
- Пляж в Цемпине
- Пристань для яхт и катеров